# Astral
『Astral』（アストラル）は、今田隆文による日本のライトノベル。イラストはともぞが担当。電撃文庫（メディアワークス）より2003年8月から同年12月まで刊行された。2006年5月26日にはトライネットエンタテインメントより、ドラマCDが発売された。

## ストーリー
少々特殊な家庭環境にありながらも平凡な日々を送っていた主人公･須玉明は、ある日交通事故にあってしまう。病院に運ばれ、目を覚ましたとき、彼の目に映る世界は一変していた。彼は他の人間には見えない死者の姿、「幽霊」が見えるようになっていたのだ。常人にはない特殊な力を持ってしまった明は、平凡な日々を望みながらも時に成り行きから、また時に積極的に、この世に留まる死者たちと触れ合い、行き場のない思いを見届けていく。

## 登場人物

### 主な登場人物
須玉明（すだま あきら）
声：石田彰
本編の主人公。高校二年生(後に進級する)で、父親と義妹の柚の三人で暮らしている。ある日自動車に轢かれてしまい、2日間眠っている間に幽霊の姿を見、その声を聞くという能力を得る。また、その身体を霊に貸してあげることができる。特殊な力を除いてこれといった取り柄もなく目立たない平凡な少年だが、情に厚く、目の前で困った人間を見捨てられない性格からこの世にさまざまな未練を残した少女たちのため奔走することになる。自分に向けられる好意には鈍感。
柚との兄妹仲は良好だが、ある事情から父親との間に確執があり、高校の卒業後は家を出て自立することを望んでいる。また、「母」というものに特殊な思い入れがある。
須玉柚（すだま ゆず）
声：稲村優奈
明の義妹。明の父親の親友の娘だったが、両親の死亡により明の家に引き取られる。物腰穏やかで成績も良く、家では家事全般を積極的に行う、明曰く「自慢の妹」。引き取られたばかりの幼い頃、押し殺していた自分の孤独に気付き、救ってくれた明に兄妹の枠を越えた恋慕を秘めており、さりげなくアプローチするものの気づいてはもらえない。ヤキモチ妬き。
オカルト好きで、明に度々その知識を頼られることがあるが、兄が得た力については知らない。明と義父の確執に心を痛めており、明が家を出ることを知って少なからぬショックを受けている。
鈴置杏奈（すずおき あんな）
柚の親友。明るく賑やかな少女。柚の義兄に対する想いを知っており、応援している。
明とはアルバイトの先輩後輩の仲で、ある事件の際に明の力について知る（生者では唯一知っている）。その事件を通して明に好意を抱くようになり、柚とは仲のいい親友兼恋敵という不思議な間柄に。

### 死者
芹沢桃香（せりさわ ももか）
声：折笠富美子
明の幼馴染。小学4年生の時に事故によって死んでしまう。明が力を手に入れたことで数年ぶりの再会を果たす。
妙名梨紗（たえな りさ）
明と同級生の美術部の女の子。厚士との共同製作をしている途中で亡くなってしまう。
川名水葡（かわな みずほ）
下枝高校の生徒。連続通り魔に殺害されてしまう。生真面目で凛々しい少女。親友の由佳里の身を案じ、偶然出会った明に協力を申し出る。
野田栗子（のだ くりこ）
聖マリアンナ女子高校陸上部選手。故人。
館川小梅（たてかわ こうめ）
元服飾デザイナー。過労によって死亡した鶯の母親。おっとりした性格。とあるアパートの一角に縛られており、明の力を借りようとする。明に「母」という存在を強く想起させる。
七森こずえ（ななもり こずえ）
明が海で出会った幽霊。盆の送り火に送られて成仏する。
野咲さくら（のさき さくら）
明が病院で出会った幽霊。厳密には幽霊ではなく、この世に生まれることのできなかった魂。

### 生者
井倉（いくら）
明の友人。軟派な性格だが基本的には善人。柚に積極的にアピールするが全く気づいてもらえない。
芹沢聡美（せりさわ さとみ）
声：斎藤千和
桃香の死後生まれた桃香の妹。霊である桃香の姿を見ることができる。人見知りする性格のため友達ができず、他人には見えない姉の桃香と遊んでいる。
大森厚士（おおもり あつし）
梨紗の幼馴染。学内で表彰されるほどに絵の才能があり、画家を目指している。梨紗とはお互いに想い合っていた。
長野留美（ながの るみ）
厚士の美術部の先輩。傷心の彼を支え、後に恋人として付き合う。
寺橋由佳里（てらはし ゆかり）
水葡の親友。水葡の死の直前、彼女と大喧嘩したことを深く気に病んでいる。
一橋りりあ（いちはし りりあ）
聖マリアンナ女子高校陸上部選手。栗子の後輩で、強く慕っていた。
新家なお美（あらや なおみ）
聖マリアンナ女子高校陸上部選手。
ミヨ
聖マリアンナ女子高校陸上部選手。
君花（きみか）
聖マリアンナ女子高校陸上部選手。
御影鶯（みかげ うぐいす）
小梅の娘で下着のデザイナーをしている。死んだ母を深く憎んでいる。近々結婚を控えている。
鈴置雪秀（すずおき ゆきひで）
杏奈の兄。
寧子（ねいこ）
雪秀の元恋人。

## 舞台背景
花冠（かかん）
明が住んでいる町。
いかるが学園。
自由な校風で、芸能人も多い。
下枝高校（しずえ）
進学校。
上枝（ほずえ）
聖マリアンナ女子高等学校
お嬢様学校。

## 既刊一覧
- 今田隆文（著）・ともぞ（イラスト）、メディアワークス〈電撃文庫〉、全2巻
  - 『Astral』2003年8月10日発売、ISBN 4-8402-2441-2
  - 『Astral II childhood's end』2003年12月10日発売、ISBN 4-8402-2550-8